# Antonio Picconi
Antonio Picconi (Verona, 27 marzo 1885 – Vigevano, 21 aprile 1952) è stato un vescovo cattolico italiano.

## Biografia
Il 13 giugno 1946 venne nominato vescovo di Vigevano, dopo essere stato vicario capitolare della diocesi di Novara.
Incoraggiò l'opera delle adoratrici eucaristiche secolari, filiazione laica delle adoratrici perpetue del Santissimo Sacramento ospitate nel monastero del Sacro Cuore di Vigevano.
Promosse organicamente il culto della Vergine Maria, organizzando cinque convegni mariani nei più importanti santuari della diocesi, cui fece seguire le missioni dei padri paolini: culmine dell'apostolato mariano fu la Peregrinatio Mariae fra gli anni 1949 e 1950.

## Genealogia episcopale
La genealogia episcopale è:
- Cardinale Scipione Rebiba
- Cardinale Giulio Antonio Santori
- Cardinale Girolamo Bernerio, O.P.
- Arcivescovo Galeazzo Sanvitale
- Cardinale Ludovico Ludovisi
- Cardinale Luigi Caetani
- Cardinale Ulderico Carpegna
- Cardinale Paluzzo Paluzzi Altieri degli Albertoni
- Papa Benedetto XIII
- Papa Benedetto XIV
- Cardinale Enrico Enriquez
- Arcivescovo Manuel Quintano Bonifaz
- Cardinale Buenaventura Córdoba Espinosa de la Cerda
- Cardinale Giuseppe Maria Doria Pamphilj
- Papa Pio VIII
- Papa Pio IX
- Cardinale Alessandro Franchi
- Cardinale Giovanni Simeoni
- Cardinale Antonio Agliardi
- Vescovo Giacinto Arcangeli
- Cardinale Giuseppe Gamba
- Cardinale Maurilio Fossati, O.SS.G.C.N.
- Vescovo Antonio Picconi